# فریدرایشسهولم
فریدرایشسهولم (به آلمانی: Friedrichsholm) یک شهر در آلمان است که در رندسبورگ-اکرنفورده واقع شده‌است.
 فریدرایشسهولم  ۴۳۸ نفر جمعیت دارد.